# Paul Roch
Paul Roch (* 27. Januar 1890 in Treuenbrietzen; † 22. Januar 1966 in Jüterbog) war ein deutscher Politiker der DDR (SED, DBD). Er war Abgeordneter der Volkskammer und Vorsitzender des Bezirksverbandes Potsdam der DBD.

## Leben
Roch, Sohn eines Ziegeleiarbeiters, besuchte die Volksschule und arbeitete dann in der Landwirtschaft. Im Ersten Weltkrieg leistete er Kriegsdienst. 1919 wurde er Mitglied der Gewerkschaft und später der KPD. Er war bis 1945 Land- und Fabrikarbeiter und übernahm 1945 eine Neubauernwirtschaft. Von 1945 bis 1952 war er Bürgermeister von Kaltenborn bei Jüterbog und Mitglied der Kreisbodenkommission Luckenwalde.
Auf dem Vereinigungsparteitag am 21. und 22. April 1946 wurde er für Brandenburg in den Parteivorstand der SED gewählt, dem er bis September 1947 angehörte. Von April 1946 bis August 1947 war Roch auch Mitglied des Landesvorstandes der SED in Brandenburg.
1948 gehörte er zu den Mitbegründern der DBD im Kreis Luckenwalde. Von 1949 bis 1953 wirkte er als Vorsitzender der Kreisverbandes Luckenwalde der DBD und war von Juni 1948 bis August 1952 Mitglied des Landesvorstandes Brandenburg der DBD. Ab 1952 war Roch stellvertretender Vorsitzender des Bezirksvorstandes Potsdam der DBD. Von 1953 bis 1955 war er Vorsitzender des Kreisvorstandes Jüterbog und Mitglied des Parteivorstandes der DBD. Von 1955 bis 1957 war er Vorsitzender des Bezirksverbandes Potsdam der DBD.
Ab 1950 war er Abgeordneter des Kreistages Luckenwalde und von 1950 bis 1958 Abgeordneter der Volkskammer der DDR.